# ميخائيل بايرون
ميخائيل بايرون (بالإنجليزية: Michael Byron)‏ (16 أغسطس 1987 بليفربول في المملكة المتحدة - ) هو لاعب كرة قدم بريطاني في مركز الدفاع. شارك مع منتخب إنجلترا لكرة القدم C ‏. أما مع النوادي، فقد لعب مع نادي بالا تاون ونوتس كاونتي وهال سيتي ونورثويتش فيكتوريا وهنكلي يونايتد ‏ وDroylsden F.C. ‏.

## وصلات خارجية
- ميخائيل بايرون على موقع قاعدة بيانات كرة القدم.إي يو (الإنجليزية)